# کریس برگر
کریس برگر (انگلیسی: Chris Berger؛ ۲۷ آوریل ۱۹۱۱ – ۱۲ سپتامبر ۱۹۶۵) دونده سرعت اهل هلند بود.
وی در مسابقات کشوری و بین‌المللی در مجموع برندهٔ ۲ مدال طلا، ۱ مدال برنز شده‌است.